# Велетьма (міський округ місто Кулебаки)
Велетьма (рос. Велетьма) — селище в Кулебацькому міському окрузі Нижньогородської області Російської Федерації.
Населення становить 957 осіб. Входить до складу муніципального утворення Міський округ місто Кулебаки.

## Історія
Раніше населений пункт належав до ліквідованого 2015 року Кулебацького району. До 2015 року входило до складу муніципального утворення сільрада Велетьма.

## Населення
| 1881  | 1914  | 1959  | 1970  | 1979  | 1989  | 2002  |
| ----- | ----- | ----- | ----- | ----- | ----- | ----- |
| 1022  | ↗2507 | ↘2291 | ↘2176 | ↘1962 | ↘1480 | ↘1198 |
| 2007  | 2008  | 2009  | 2010  | 2011  | 2012  | 2013  |
| ↘1114 | →1114 | ↘1090 | ↘1020 | ↘1016 | ↗1022 | ↗1032 |
| 2014  | 2015  | 2016  | 2017  |       |       |       |
| ↗1039 | ↘1024 | ↘1019 | ↘984  |       |       |       |